# سفين هيدين
سفين اندرس هيدين (بالسويدية: Sven Hedin) هو مستكشف ومصور و جيولوجي سويدي ولد في ستوكهولم السويد في 19 فبراير 1865م و توفي في 26 نوفمبر 1952م و قد قام بأربع رحلات لأسيا الوسطي.

## روابط خارجية
- سفين هيدين على موقع IMDb (الإنجليزية)
- سفين هيدين على موقع الموسوعة البريطانية (الإنجليزية)
- سفين هيدين على موقع مونزينجر (الألمانية)
- سفين هيدين على موقع قاعدة بيانات الأفلام السويدية (السويدية)